# ラーヘテプ
ラーヘテプ（在位:前1580年頃 - 1576年頃）は、古代エジプト第17王朝の初代または2代ファラオ（王）。

## 概要
第17王朝の創始者とされているが、どのような経緯で即位したのかは分かっていない。先代の王たちとの間に血縁関係はなかったと見られている一方で、彼以降に即位した王たちは全て同一の家系に属していると考えられているため、トリノ王名表に書かれた王統の再構築を試みた近年の研究では、ラーヘテプの治世を境として、第二中間期にテーベを支配した初期の家系を第16王朝、イアフメス1世に繋がる後期の家系を第17王朝とすることが多い
ラーヘテプ以前の家系が断絶した理由としては、当時の下エジプトを支配していた外国系の異民族ヒクソスによって滅ぼされた可能性がある。実際、テーベより南のジェベレインには、第15王朝の王キアンの命で築かれた神殿の遺構など、ヒクソスが活動を行っていた痕跡が見られる。また、残された碑文からラーヘテプがコプトスのミン神殿やアビドスのオシリス神殿で修復工事を行っていたことが分かっており、これも上エジプトがヒクソスによって一時的に占領され、略奪による破壊活動が行われたという説の裏付けとされている。
テーベがどのようにして主権を回復したのかは分かっていないが、ラーヘテプ以降の王たちはアビドスの北をヒクソス勢力との国境とした。その後も第15王朝との直接的な対決は避けられ、第17王朝末期のセケンエンラーの代までの数十年間、平和的な関係を維持することなる。

### 家族構成
ラーヘテプの後継者のセベクエムサフ1世が彼の息子であったかどうかは不明である。だが、セベクエムサフ1世の息子で後継者のアンテフ6世の王妃セベクエムサフの名前不明の母は碑文の中で「王の娘」の称号を与えられており、この王がラーヘテプである可能性がある。また王妃セベクエムサフは「王の姉妹」の称号が与えられており、これは彼女の兄弟に王がいたことを示している。これはアンテフ7世やセベクエムサフ2世、あるいはセナクトエンラーのいずれかであると考えられる。したがって第17王朝中期の王たちはその全員にラーヘテプの孫である可能性があり、そうでなくても何らかの形でラーヘテプの家系と繋がっていると思われる。

### 外部サイト
- “第17王朝(紀元前1,580～1,550年頃)”. 古代エジプト史料館. 2017年7月10日閲覧。